# Brian Michitti
Brian Joseph Michitti (Fairfield, 19 aprile 1983) è un allenatore di football americano ed ex giocatore di football americano statunitense naturalizzato italiano, dal 2023 head coach della nazionale italiana con cui da giocatore si è laureato campione d'Europa nel 2021.
Dopo aver giocato per la squadra universitaria statunitense degli Hanover Panthers si è trasferito in Europa, dove ha giocato per Schwäbisch Hall Unicorns, Marines Lazio e Giaguari Torino; diventa quindi allenatore, prima per gli stessi Giaguari, poi per i Panthers Parma e per la nazionale maggiore italiana.

## Palmarès

### Nazionale
- Campionato europeo di football americano: 1

Europa 2021

### Club
- German Bowl: 3

Schwäbisch Hall Unicorns 2011, 2012, 2017
- Italian Bowl: 3[1]

Panthers Parma 2021, 2023, 2024